# Budva
Budva (chirilic: Будва) este un oraș de coastă din Muntenegru, cu o populație în jur de 13.300 de locuitori (conform recensământului din 2011). Este centrul comunei cu același nume. Zona de coastă, numită Budvanska Rivijera este centrul turismului muntenegrean, și este cunoscută pentru viața sa în timpul nopților, plajelor cu nisip și pentru arhitectura cu influențe mediteraneene. 
Orașul Budva are o vârstă de cca 3.500 de ani, ceea ce îl face să fie cel mai vechi oraș de la Marea Adriatică.

## Demografie
Grupuri etnice (2011)
     Muntenegreni (48,19%)
     Sârbi (37,71%)
     Alții (14,1%)

## Orașe înfrățite
- San Remo, Italia
- Novi Sad, Serbia
- Velika Plana, Serbia
- Gornji Milanovac, Serbia
- Banská Bystrica, Slovacia, din 2001[2]
- Ohrid, Macedonia de Nord
- West Palm Beach, Florida, SUA, din 2012

## Galerie de imagini

Plaja „Slovenska” din Budva - panoramă - în larg insula St. Nicola
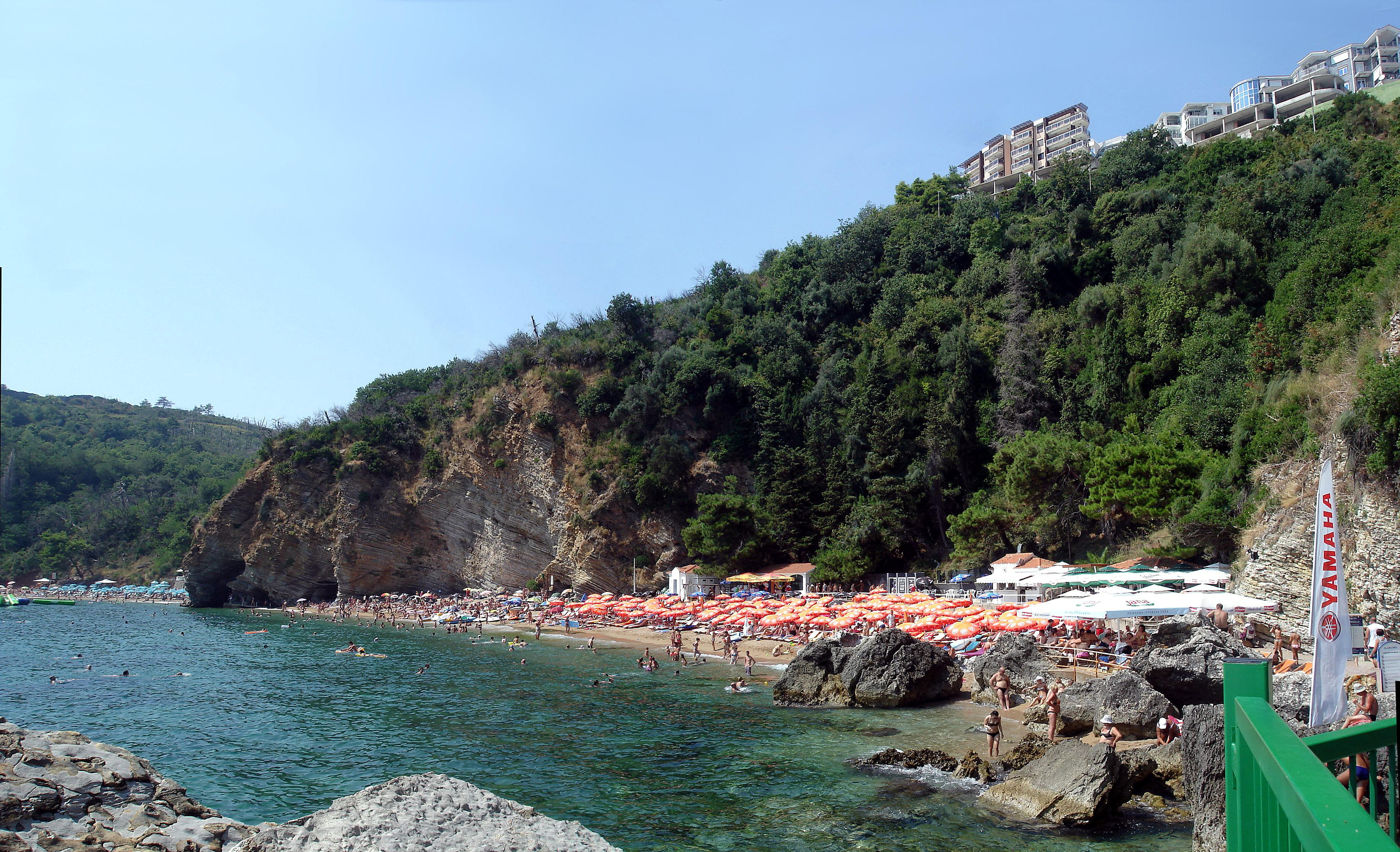
Plaja „Mogren” din Budva
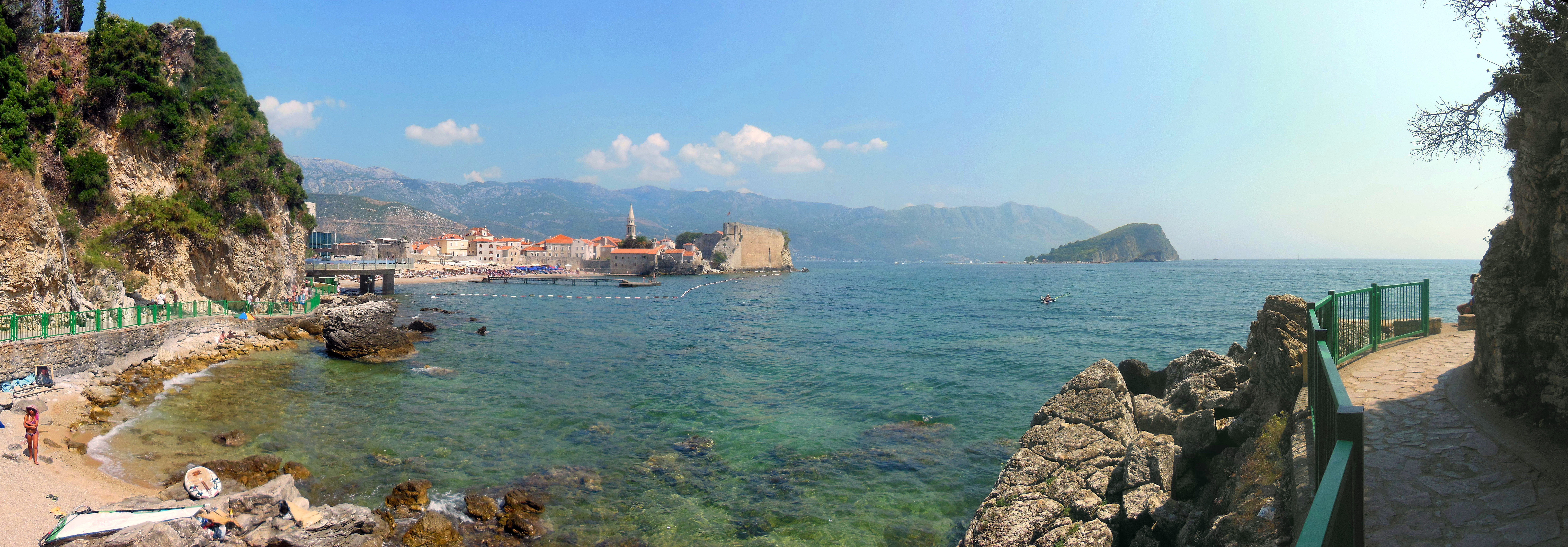
Orașul vechi și insula St. Nicola văzute dinspre plaja „Mogren” din Budva
„Balerina” şi Orașul vechi văzute dinspre plaja „Mogren” din Budva